# Minos EMI
La Minos EMI è una etichetta discografica greca, nonché il ramo locale della Universal Music Group.